# Sybra puncticollis
Sybra puncticollis là một loài bọ cánh cứng trong họ Cerambycidae.